# Kojsanski narodi
Kojsani je zajednički naziv za etnolingvističku grupu u južnoj Africi, koja ima iste fizičke i jezičke karakteristike. Njihova povijest u Africi je vrlo duga. U južnim dijelovima Afrike pojavili su se prije više tisuća godina.
Njihovi preci potječu još iz vremena neolitika. Oni su najstariji pripadnici "stepske lovne kulture". Živjeli su u područjima, gdje ima manje od 1000 mm oborina.
Dvije grupe dijele fizičke i jezične karakteristike, a vjeruje se da su Kojsani usvojili praksu uzgoja stoke od pripadnika Bantu naroda, koji su se doselili poslije njih. 
Kojsaci su starosjedioci u južnoj Africi, prije nego što su došli pripadnici naroda Bantu i europski kolonizatori.Nekadašnjre kojsansko područjer bilo je znatno veće, a njihovi najsjeverniji predstavnici su ostaci istočnoafričkih Kindiga ili Hadzapi i Sandawe iz Tanzanije, koji su očuvali gasove tipoične kojsanskoj porodici.
Kulturno se na jugu Afrike razlikuju lovci i sakupljači Bušmani (San) i pastiri Hotentoti (Khoikhoi). Istočno afrički Sandawe i Kindige također su lovci i sakupljači.Kojsanski jezici poznati su po svojim kliktavim suglasnicima.
Južne kojsanske skupine karakterizira hotentotska pregača (Sinus pudoris), steatopigija i kosa oblika zrnaca papra. 